# 11. дубичка пјешадијска бригада
Једанаеста дубичка пјешадијска бригада (11. пбр) је била војна јединица Војске Републике Српске, у саставу Првог крајишког корпуса. Формирана је 1. маја 1993. из 11. партизанске бригаде (11. партбр) и 1. лпбр „Козарска Дубица”.

## Историја
Прва мобилизација људи на подручју Козарске Дубице извршена је 30. јуна 1991. године ради одбране овог дела Поуња од евентуалних напада из Хрватске. Према подацима, у редовима 11. дубичке пјешадијске бригаде у протеклом Одбрамбено-отаџбинском рату просечно се борило 3.914 бораца (од тога 73 жена), њих 224 дало је своје животе за Републику Српску, док је 614 рањено. Демобилизација је извршена почетком 1996.

## Ратни пут
Бригада је ратовала широм БиХ и Хрватске. Учествовала је у борбама на славонском, добојском, посавском, озренском и бихаћком ратишту.
Пре реорганизације као 11. партизанска бригада ослободила је Јасеновац на јесен 1991. Бригада је до јуна 1992. држала положаје у Западној Славонији, када је пребачена у Посавину по избијању рата у Босни. На лето 1992. бригада је преименована у 11. пјешадијску бригаду. Један батаљон бригаде (570 бораца) на челу са Пантелијом Ћургузом учествовао је у заузимању брда Цер и каснијим борбама код Мајића, Павловића и Томасовог брда у операцији ослобађања Коридора. Батаљон је у јунским биткама имао 7 мртвих и 38 рањених бораца. Након пробоја Коридора, у Посавину су пребачена и преостала два батаљона бригаде. До краја октобра, Дубичана су помогли заузимање Костреша и Босанског Брода. У борбама је погинуло још 35 бораца, а око 200 је било рањено.
Крајем маја 1992. Кризни штаб Босанске Дубице, основао је 1. пјешадијску бригаду од припадника Територијалне одбране. Бригада је имала задатак да одржи мир у општини будући да су сукоби у Приједору претили да се прелију и у Дубицу.
Првог маја 1993, 11. дубичка бригада је проширена спајањем са 1. пјешадијском бригадом. У саставу је имала скоро 4.000 бораца и највећи део рата била је подређена Тактичкој групи 5. у саставу Првог крајишког корпуса ВРС.
Током лета 1994, два батаљона бригаде су учествовала у одбрани Озрена током напада Армије Републике Босне и Херцеговине. Једна минобацачка батерија укључена је у састав Прве српске бригаде у операцији Штит 94 у противнападу на Бихаћ.
Након што су хрватске снаге заузеле просторе РСК у Западној Славонији у операцији Бљесак, бригада је основала пети батаљон како би појача одбрану матичне општине. После слома РСК у операцији Олуја, бригада је прикључена Оперативној групи 10 са тежиштем на реци Сави. Од избеглица из Хрватске, формирана су још два пешадијска батаљона. У другој половини рата главни штаб је био у селу Крепшић, недалеко од Брчког. Након операције Уна 95, главни штаб се сели у Козарску Дубицу а у селу Крепшић бивши ГШ се трансформише у истурени штаб.
Највећа искушења бригада је доживела у хрватском покушају заузимања Дубице у операцији Уна 95. Напад је почео 18. септембра, пребацивањем хрватских извиђача из 2. гардијске бригаде ХВ на десну обалу Уне. До краја дана, припадници 11. дубичке бригаде, војне полиције, и специјалних јединица полиције зауставиле су хрватски напад на овом правцу. Одбрана је појачана доласком батаљона Центра војних школа ”Рајко Балаћ” и једном четом бригаде из Посавине. Следећег дана борци бригада су осујетили покушај пребацивања хрватских војника на десну обалу Саве. Погинуло је 25 бораца ВРС на територији општине Босанска Дубица.

## Састав
Бригада је 1993. имала 4 пјешадијска батаљона, мешовито-артиљеријски дивизион (МАД), позадински батаљон (резерва) и штаб. Под штаб је спадала команда, извиђачки вод, чета војне полиције, чета везе, инжењерска чета, батаљон ПВО и вод АБХО (Атомско Биолошко Хемијска Одбрана). До краја рата формирана су још три пешадијска батаљона.
По анализи из 25. септембра 1994. од 3914 припадника бригада је имала 227 официра и 137 подофицира. Од наоружања 24 комада минобацача 82 мм, 24 комада минобацача 120 мм, 24 противоклопних ракета Маљутка. ПВО је располагала са 16 једноцевних противавионских топова 20/1 мм, 8 топова 20/3 мм и 12 ракета Стрела 2М. Артиљерија је имала 6 хаубица од 105 мм, 6 топова 76 мм ЗИС, 3 тенка Т-34 и један оклопни транспортер. Бригада је имала 511 моторних возила од мотоцикла, аутомобила, тешког лансирног моста ЛМТ4 до копача ровова. Бригада је имала и лаке ракетне бацаче 57 мм ЛРЛ, који су урађени у дубичкој „ФПМ Механики”.

## Фусноте
1. ↑  партизанска бригада
2. ↑  лака пјешадијска бригада
3. ↑  179 погинуло у борби, 60 умрло ван борбених дејстава